# Odair Patriarca
Odair, właśc. Odair Patriarca (ur. 18 kwietnia 1963 w Itaporandze) – piłkarz i trener brazylijski, występujący podczas kariery na pozycji prawego obrońcy.

## Kariera klubowa
Karierę piłkarską Odair rozpoczął w klubie São Bento Sorocaba w 1983. Kolejnym jego klubem było Ponte Preta Campinas. W lidze brazylijskiej zadebiutował 31 sierpnia 1986 w wygranym 4-0 meczu z Sergipe Aracaju. Pod koniec lat 80. Odair występował kolejno w Figueirense FC, Rio Branco Americana i Novorizontino Novo Horizonte.
W latach 1990–1992 był zawodnikiem SE Palmeiras. Kolejnym jego klubem był Sport Recife. Ze Sportem zdobył mistrzostwo stanu Pernambuco – Campeonato Pernambucano w 1992. W 1993 był zawodnikiem Marílii, a w latach 1993–1995 EC Juventude. Z Juventude awansował z trzeciej do pierwszej ligi. W 1996 Odair występował w Bragantino Bragança Paulista.
W barwach Bragantino 13 października 1996 w wygranym 3-1 meczu z Coritibą Odair wystąpił po raz ostatni w lidze brazylijskiej. Ogółem w latach 1986–1996 wystąpił w lidze w 77 meczach, w których strzelił 2 bramki. Karierę zakończył w Monte Claros FC w 1997.

## Kariera reprezentacyjna
W reprezentacji Brazylii Odair zadebiutował 12 października 1990 w zremisowanym 0-0 towarzyskim meczu z reprezentacją Meksyku. Drugi i ostatni raz w reprezentacji Odair wystąpił 28 maja 1991 w wygranym 3-0 towarzyskim meczu z reprezentacją Bułgarii.
| Mecze i gole w reprezentacji | Mecze i gole w reprezentacji | Mecze i gole w reprezentacji | Mecze i gole w reprezentacji | Mecze i gole w reprezentacji | Mecze i gole w reprezentacji | Mecze i gole w reprezentacji |
| #                            | Data                         | Miasto                       | Przeciwnik                   | Gol                          | Wynik                        | Rozgrywki                    |
| ---------------------------- | ---------------------------- | ---------------------------- | ---------------------------- | ---------------------------- | ---------------------------- | ---------------------------- |
| 1.                           | 13.12.1990                   | Los Angeles                  | Meksyk                       |                              | 0:0                          | towarzyski                   |
| 2.                           | 28.05.1991                   | Uberlândia                   | Bułgaria                     |                              | 3:0                          | towarzyski                   |

## Kariera trenerska
Po zakończeniu kariery piłkarskiej Odair został trenerem. Karierę trenerską rozpoczął w Guaçuano Mogi Guaçu w 2005. Następny jego klubem było EC Pelotas, który trenował w 2007. Od 2011 Odair jest trenerem Linense Lins, z którym zajął 14. miejsce w lidze stanowej São Paulo.